# 圣若泽-杜埃尔瓦尔
圣若泽-杜埃尔瓦尔是巴西南大河州的一个市镇。总面积103.094平方公里，总人口2479人，人口密度24人/平方公里。